# Halopteris crassa
Halopteris crassa är en nässeldjursart som först beskrevs av Chantal Billard 1911.  Halopteris crassa ingår i släktet Halopteris och familjen Halopterididae. Inga underarter finns listade i Catalogue of Life.